# Fjodor Dan
Fjodor Iljič Dan (rusky Фëдор Ильич Дан, vlastním jménem Gurvič (Гурвич), 19. října 1871, Petrohrad, Ruské impérium – 22. ledna 1947, New York, NY, USA) byl ruský politik a člen strany menševiků.

## Životopis

### Mládí
Narodil se v rodině majitele lékáren. V roce 1895 ukončil lékařskou fakultu Petrohradské univerzity a získal titul MUDr.

### Marxista a menševik
Roku 1894 se stal marxistou. Stal se členem Svazu boje za osvobození dělnické třídy, kterou založili jeho budoucí kolegové Vladimír Iljič Lenin a Martov. Začal organizovat stávky, za což byl roku 1896 zatčen a poslán do Vjatské gubernie.[zdroj?]
V roce 1901 emigroval do Berlína, kde vstoupil do Ruské sociálně demokratické dělnické strany a se stal redaktorem deníku Iskra. V roce 1902 byl opět zatčen a deportován na Sibiř, v roce 1903 se mu však podařilo uniknout do zahraničí. Při rozdělení strany roku 1903 vstoupil do frakce menševiků a stal se jedním z jejích předáků.
Roku 1913 se tajně vrátil do Ruska a začal pracovat jako redaktor v novinách Golos social-demokrata. V roce 1915 byl opět zatčen a poslán na východní frontu jako vojenský lékař.
Za únorové revoluce roku 1917 podporoval prozatímní vládu v čele s Kerenským a stal se členem Petrohradského sovětu. Po říjnové revoluci byl zatčen Čekou a roku 1922 vyhnán z SSSR jako nepřítel státu. V roce 1923 vytvořil socialistickou internacionálu a až do roku 1940 vedl zahraniční delegace menševiků.

### Exil
Poslední léta života strávil v USA. Když byl roku 1941 Sovětský svaz napaden nacistickým Německem, podporoval poprvé v životě sovětský režim. V roce 1943 napsal knihu O původu bolševismu, v níž popisoval bolševiky jako socialisty, kteří pravý význam socialismu zneužili.